# Галенская, Людмила Никифоровна
Людми́ла Ники́форовна Гале́нская (род. 1 октября 1932, Витебск, Белорусская ССР, СССР) — советский и российский учёный-правовед, один из ведущих специалистов по международному и международному частному праву. Доктор юридических наук, профессор кафедры международного права Санкт-Петербургского государственного университета.

## Биография
Л. Н. Галенская родилась в Витебске (Белорусская ССР) 1 октября 1932 года. После окончания средней школы обучалась в 1949—1954 годах на юридическом факультете Ленинградского государственного университета. В 1954—1962 годах работала арбитром Арбитражного суда, следователем прокуратуры, юрисконсультом. В 1962—1965 годах аспирантка юридического факультета ЛГУ.
В 1965 году получила степень кандидата юридических наук (диссертация «Право убежища в современном международном праве») и приступила к работе ассистентом, затем доцентом юридического факультета ЛГУ. В 1975 году являлась научным руководителем по дипломной работе В. В. Путина на тему «Принцип наиболее благоприятствуемой нации в международном праве». В 1980 году ей была присуждена учёная степень доктора юридических наук (за диссертацию «Основные направления сотрудничества государств по борьбе с преступностью: правовые проблемы») и присвоено учёное звание профессора.
В 1992 году Л. Н. Галенской основан первый в России двуязычный (с параллельными текстами на русском и английском языках) юридический журнал — «Журнал международного частного права» («Journal of International Private Law»), бессменным главным редактором которого она является с момента создания. В 2011 году Л. Н. Галенская записала видеолекцию на тему «Категория принципов как правовых регуляторов международных отношений» для видеотеки Библиотеки Организации Объединённых Наций.

## Преподавательская и общественная деятельность
В настоящее время Л. Н. Галенская читает лекции и ведёт семинарские занятия в бакалавриате и магистратуре по международному частному праву, а также специальные курсы «Актуальные проблемы международного частного права», «Применение норм международного права в судебной и арбитражной практике», «Право международных организаций». Ранее она также читала лекции за границей (Венгрия, ГДР, Канада, Польша, Румыния, Чехия, Япония и другие страны) и курс лекций по международному сотрудничеству в области культуры в Гаагской академии международного права (Нидерланды). Под её руководством защищено более 15 кандидатских диссертаций, она выступает научным консультантом по защите докторских диссертаций.
Л. Н. Галенская является вице-президентом исполкома Российской ассоциации международного права, главным редактором «Российского ежегодника международного права», членом Всемирной ассоциации международного права. Входит в Совет Министерства иностранных дел Российской Федерации, неоднократно выступала в качестве рецензента и участника подготовки законопроектов по поручению Государственной Думы Российской Федерации, ранее была членом Научно-консультативного совета Высшего арбитражного суда Российской Федерации. Многие годы она является председателем третейского суда при Ассоциации банков Северо-Запада, Союза промышленников и предпринимателей Санкт-Петербурга и Санкт-Петербургского союза строительных компаний. Автор модельного закона для субъектов Российской Федерации «О туристской деятельности».
Л. Н. Галенская выступила инициатором подготовки многотомной «Энциклопедии международных организаций» (2003). Эта работа стала основой для разработки концепции международной институционной системы, принципы функционирования которой обоснованы Л. Н. Галенской в ряде последующих публикаций.
В 2022 году поддержала вторжение России на территорию Украины.

## Научный вклад
Л. Н. Галенская является одним из наиболее авторитетных специалистов в области международного и международного частного права в России и мире. Ей разрабатывался ряд направлений в сфере правового регулирования международных отношений, в том числе в сфере международного сотрудничества по борьбе с преступностью, правового положения иностранных граждан, правового регулирования сотрудничества в области культуры. В области международного частного права Л. Н. Галенской разработана оригинальная концепция регулирования частноправовых отношений, выходящих за пределы одного государства, и создана своя правовая школа, которая пользуется большим авторитетом.

## Избранная библиография
Л. Н. Галенская — автор более 700 научных и учебно-методических работ общим объёмом свыше 200 печатных листов, среди них:
- Галенская Л. Н. Право убежища: международно-правовые вопросы. — Л.: Международные отношения, 1968. — 128 с.
- Галенская Л. Н. Международная борьба с преступностью. — М.: Международные отношения, 1972. — 176 с.
- Галенская Л. Н. Правовые проблемы сотрудничества государств в борьбе с преступностью / Ленинградский государственный университет им. А. А. Жданова. — Л.: Изд-во ЛГУ, 1978. — 86 с.
- Галенская Л. Н. Правовое положение иностранцев в СССР. — М.: Международные отношения, 1982. — 160 с.
- Галенская Л. Н. Музы и право: правовые вопросы международного сотрудничества в области культуры. — Л.: Изд-во ЛГУ, 1987. — 223 с.
- Энциклопедия международных организаций / Авт.-сост.: С. В. Бахин [и др.]; под ред. Л. Н. Галенской, С. А. Малинина. — СПб.: Изд-во юридического факультета Санкт-Петербургского университета, 2003. — Т. 1—3.

## Награды и звания
- Медаль ордена «За заслуги перед Отечеством» II степени (2014)[10]
- Почётный работник высшего профессионального образования Российской Федерации (2009)
- Заслуженный деятель науки Российской Федерации (2002)[11]
- Лауреат международной премии имени Гуго Гроция (2001)
- Высшая юридическая премия «Юрист года» в номинации «За вклад в юридическую науку» (2021)[12]